# Обхой
Обхой (бур. Обхой от обхойхо — возвышаться) — деревня в Качугском районе Иркутской области России. Входит в состав Белоусовского муниципального образования.

## География
Находится примерно в 28 км к западу от районного центра по прямой, по автомобильным дорогам Качуг — Верхоленск 36 км, Верхоленск — Обхой 16 км.

## Население
По данным Всероссийской переписи, в 2010 году в деревне проживало 29 человек (14 мужчин и 15 женщин).

## Достопримечательности
В 2020—2022 годах в результате археологических экспедиций по следам ранних исследований А.П. Окладникова выявлены древнейшие на Верхней Лене поселения древнего человека, датируемые примерило 7000 лет назад. Многочленные предметы, обнаруженные в захоронениях выявили активное взаимодействие разных племён и групп в обмене различными предметами обихода, появлением новых технологий в охоте и рыбной ловле. Эта стоянка древнего человека, на данный момент имеет, по мнению ученых, прямое отношение к Тальминским писаницам.
По правой стороне деревни в р. Куленга впадает ручей Ожелгай, в устье которого есть святилища, по левой стороне от деревни впадает ручей Ор, в 2 км от которого находится гравитационный разлом Большой Ор, глубиной до 17 метров. Уникальный памятник природы, который через сотни лет будет основой для новых Шишкинских писаниц.